# Время любить (группа)
«Время Любить» — ленинградская рок-группа, созданная в ноябре 1985 года.
Идея создания группы возникла у школьных друзей Фёдора Фомина (бас-гитара, фортепиано) и Антона Белянкина (гитара, вокал), с которым они сочиняли циничные и весёлые песни. Они решили воплотить свои музыкальные идеи на сцене и в студии, выбрав название «Время любить» в честь популярного в то время югославского фильма «Пришло время любить».
Первый состав группы включал Николая Фомина (гитара, вокал), Фёдора Фомина (бас-гитара, фортепиано), Михаила Берникова (вокал), Николая Рубанова (саксофон, кларнет), Андрея Селюнина (клавишные), Никиту Благовещенского (шоу, бэк-вокал) и Андрея Сысоева (барабаны). Двое последних участников покинули группу после нескольких выступлений.
В апреле 1986 года группа записала одноимённый дебютный альбом. Выступая на различных площадках группа постоянно меняла барабанщиков и постепенно формировала свой стиль: попробовав играть новую волну, регги и хард-рок, группа в конце концов остановилась на ритм-н-блюзе.
Последнее выступление классического состава состоялось 30 января 1993 года на концерте, посвящённом десятилетию рок-штата. После этого пути участников группы разошлись.

## Дискография
- 1986 — «Время любить»
- 1989 — «Отдайся, родная»